# Арасс, Даниэль
Даниэль Арасс (фр. Daniel Arasse, 5 ноября 1944, Оран — 14 декабря 2003, там же) — французский историк искусства и культуры, теоретик визуальности, специалист по итальянскому Ренессансу.

## Биография
Родился в Алжире. Закончил Эколь Нормаль. Приступил к работе над диссертацией об итальянском искусстве эпохи Ренессанса в Сорбонне под руководством Андре Шастеля, но сменил направление работы и руководителя, защитившись под руководством Луи Марена в Высшей школе социальных наук. Преподавал историю искусства XV—XIX вв. в Сорбонне (1969—1993). В 1971—1973 годах — член исследовательского института Французская школа в Риме, в 1982—1989 годах — глава Французского института во Флоренции. С 1993 года — руководитель исследовательского направления в Высшей школе социальных наук в Париже.
Перевел книгу Фрэнсис Йейтс Искусство памяти (1975, переизд. 1987).
Скончался от БАС, но продолжал работать до последних дней.

## Труды
- L’Universel inachevé. Les dessins de Léonard de Vinci (1978)
- L’Homme en perspective. Les primitifs d’Italie (1978, переизд. 2008)
- L’Homme en jeu. Génies de la Renaissance italienne (1980, переизд. 2008)
- La Guillotine et l’Imaginaire de la terreur (1987)
- Le Détail. Pour une histoire rapprochée de la peinture (1992, переизд. 1998, 2008)
- L’Ambition de Vermeer (1993)
- Le Sujet dans le tableau. Essais d’iconographie analytique (1997)
- Léonard de Vinci. Le rythme du monde (1997, премия Андре Мальро)
- La Renaissance maniériste (1997, в соавторстве)
- L’Art italien du IVe à la Renaissance (1997, в соавторстве)
- L’Annonciation italienne. Une histoire de perspective (1999)
- On n’y voit rien. Descriptions (2000, переизд. 2002)
- Anselm Kiefer (2001)
- L’apparition à Marie-Madeleine (2001, в соавторстве)
- Les Visions de Raphaël (2003)
- Histoires de Peintures (2004, переизд. 2006)
- Décors italiens de la Renaissance (2009, в соавторстве)
- Le portrait du Diable (2010)

### Публикации на русском языке
- Художественный мир Просвещения// Мир Просвещения: Исторический словарь/ Под редакцией Винченцо Ферроне и Даниэля Роша. — М., Памятники исторической мысли, 2003
- Деталь в живописи. СПб.: Азбука-Классика, 2010
- Взгляд улитки. Описания неочевидного.  Москва.: Ad Marginem, 2020

## Признание
Труды Арасса переведены на английский, немецкий, итальянский, испанский, словенский, китайский языки.